# Edwyn Collins
Edwyn Collins (ur. 23 sierpnia 1959 w Edynburgu) – szkocki muzyk rockowy. Gra muzykę z pogranicza popu, rocka i bluesa.

## Kariera
Członek zespołu rockowego Orange Juice powstałego w 1979 na bazie Nu-Sonic. Największym przebojem grupy było „Rip it up” z 1983. Po rozpadzie grupy w 1985 Edwyn Collins rozpoczął karierę solową. W lutym 2005 roku przeżył udar mózgu. Ma problemy z poruszaniem się.
Nigdy nie zyskał dużej popularności, choć piosenka „A Girl Like You” z 1994 (wykorzystana później w filmie Charlie's Angels: Full Throttle) była bardzo popularna w rozgłośniach radiowych. Umiarkowaną popularnością cieszył się także singel „Magic Piper of Love” z 1997.
Collins produkował również płyty innych artystów m.in. zespołów The Proclaimers, The Cribs i Little Barrie.

## Dyskografia
- Hope and Despair Demon, 1989
- Hellbent on Compromise Diablo, 1990
- Gorgeous George Setanta, 1994
- I'm Not Following You Epic, 1997
- Doctor Syntax Setanta, 2002
- A Casual Introduction 1981/2001 (składanka Edwyn Collins i Orange Juice) Setanta 2002
- Home Again Heavenly Records, 2007